# Teoría

La teoría de la relatividad es una teoría sobre el movimiento de los cuerpos en el espacio-tiempo, trata sobre las relaciones espacio temporales posibles para la interacción entre cuerpos físicos, y junto con algunas asunciones típicas de la mecánica clásica parte de algunas hipótesis nuevas concernientes a la velocidad de la luz y la naturaleza del espacio y del tiempo. El cono de luz mostrado en la figura es una consecuencia de la teoría que clasifica a los eventos físicos respecto a un observador de acuerdo con dicha teoría.

Una teoría (del griego: theōría) es un sistema lógico-deductivo (o inductivo) constituido por un conjunto de hipótesis, un campo de aplicación (de lo que trata la teoría, el conjunto de situaciones que explica) y algunas reglas que permitan extraer consecuencias de las hipótesis. En general, las teorías sirven para confeccionar modelos científicos que interpreten un conjunto amplio de observaciones, en función de los axiomas o principios, supuestos, postulados y consecuencias lógicas congruentes con la teoría.

## Aspectos generales
Es muy difícil explicar en detalle qué constituye una teoría a menos que se especifique el ámbito de conocimiento o campo de aplicación al que se refiere, el tipo de objetos a los que se aplica, etc. Por esa razón es posible formular diferentes definiciones de teoría según el contexto y el enfoque aplicado:

Una teoría no es el conocimiento, permite el conocimiento. Una teoría no es una llegada, es la posibilidad de una partida. Una teoría no es una solución, es la posibilidad de tratar un problema.

En general, las teorías en sí mismas o en forma de modelo científico permiten hacer predicciones e inferencias sobre el sistema real al cual se aplica la teoría. Igualmente, las teorías permiten dar explicaciones de manera económica de los datos experimentales e incluso hacer predicciones sobre hechos que serán observables bajo ciertas condiciones. Además, la mayoría de teorías permiten ser ampliadas a partir del contraste de sus predicciones con los datos experimentales, e incluso pueden ser modificadas o corregidas, mediante razonamientos inductivos.
La ciencia se constituye y, sobre todo, se construye por la ampliación de ámbitos explicativos mediante la sucesión de teorías que, aún manteniendo su valor de verdad en su ámbito explicativo, son falsadas por experimentos y reemplazadas o ampliadas por teorías posteriores.

### Etimología
La palabra deriva del griego θεωρειν,"contemplar" o más bien se refiere a un pensamiento especulativo. Al igual que la palabra especular, tiene relación con "mirar", "ver". Proviene de theoros (representante), formada de thea (vista) y horo (ver). De acuerdo con algunas fuentes, theorein era frecuentemente utilizado en el contexto de observar una escena teatral, lo que quizá explica por qué algunas veces la palabra teoría es utilizada para representar algo provisional o no completamente real.
El término pronto adquirió un sentido intelectual y se aplicó a la capacidad de entendimiento, de "ver" más allá de la experiencia sensible, mediante la comprensión de las cosas y de las experiencias, comprendiéndolas bajo un concepto expresado en el lenguaje mediante las palabras.
Esta forma de valorar el conocimiento intelectual corresponde a los griegos, al entender que las cosas suceden conforme a leyes, es decir necesariamente. Las cosas son y suceden así porque son y tienen que ser así. Superan así la visión de las tradiciones culturales o explicaciones míticas, mágicas o religiosas.

### Teoría y realidad
El término "teórico" o "en teoría" es utilizado para señalar la diferencia entre los datos obtenidos (objeto de estudio) del modelo respecto a los fenómenos observables en la experiencia o experimento de la realidad. Frecuentemente, indica que un resultado particular ha sido predicho por la teoría pero no ha sido aún observado. Por ejemplo, hasta hace poco, los agujeros negros fueron considerados objetos teóricos. Igualmente, Percival Lowell conjeturó la existencia de Plutón en 1906, aunque no fue observado e identificado como nuevo planeta hasta 1930, por Clyde Tombaugh.
Una buena teoría ha de ser capaz de realizar predicciones confirmables mediante nuevos experimentos u observaciones. Una teoría es por tanto un buen modelo de su objeto de estudio, es decir, representa adecuadamente los hechos empíricos de dicho objeto de estudio. Una teoría corroborada amplía el campo explicativo y permite actualizar el conocimiento de los hechos que se tienen del mundo. Las teorías actúan como hipótesis complejas sobre conjuntos de leyes establecidas por las teorías anteriores. Las observaciones experimentales las convierten en teorías científicas aceptadas como epistemológicamente válidas por la comunidad científica. Hoy día las teorías científicas son producto de los programas de investigación.

### Teoría y ciencia en la Antigüedad y Edad Media
Es quizás Platón el primero en elaborar un modelo con pretensión de ciencia en la interpretación del conocimiento de la realidad. La idea de teoría en su planteamiento es el carácter de "visión del alma" que a través de la experiencia sensible recuerda el verdadero conocimiento que consiste en la contemplación de las ideas que el alma ha tenido en su vida en el otro mundo. Este mundo es una copia imperfecta del verdadero modelo que es la realidad. Al conocimiento de las ideas superiores se asciende por medio de la dialéctica que es la verdadera ciencia.
Aristóteles, su discípulo, define la ciencia como el conocimiento que va de lo necesario a lo necesario por medio de lo necesario, señalando además el carácter lógico y formal de la ciencia.
Pero para Aristóteles el conocimiento procede de la intuición del entendimiento capaz de penetrar en la esencia de la sustancia primera que es el ser conocido en la experiencia. Por ello el conocimiento científico, como conocimiento no solo necesario sino universal, se constituye en los predicados del concepto esencial y por tanto universal de la sustancia, tomado como sujeto de la predicación, sustancia segunda y accidentes cuya realidad es predicada por la analogía del Ser. La realidad, pues, es conocida mediante conceptos.
Estas formas de entender el conocimiento científico como teoría permanecieron hasta que en la Baja Edad Media se pone en cuestión el valor de los conceptos así como la idea de una ciencia meramente lógica, silogística y cualitativa. Se empieza entonces a valorar de modo diferente el conocimiento de lo individual y la importancia de la experiencia a través de las medidas cuantitativas en su relación con las cualidades de las formas aristotélicas, iniciándose el camino de una nueva lógica empírica.

## Teoría científica

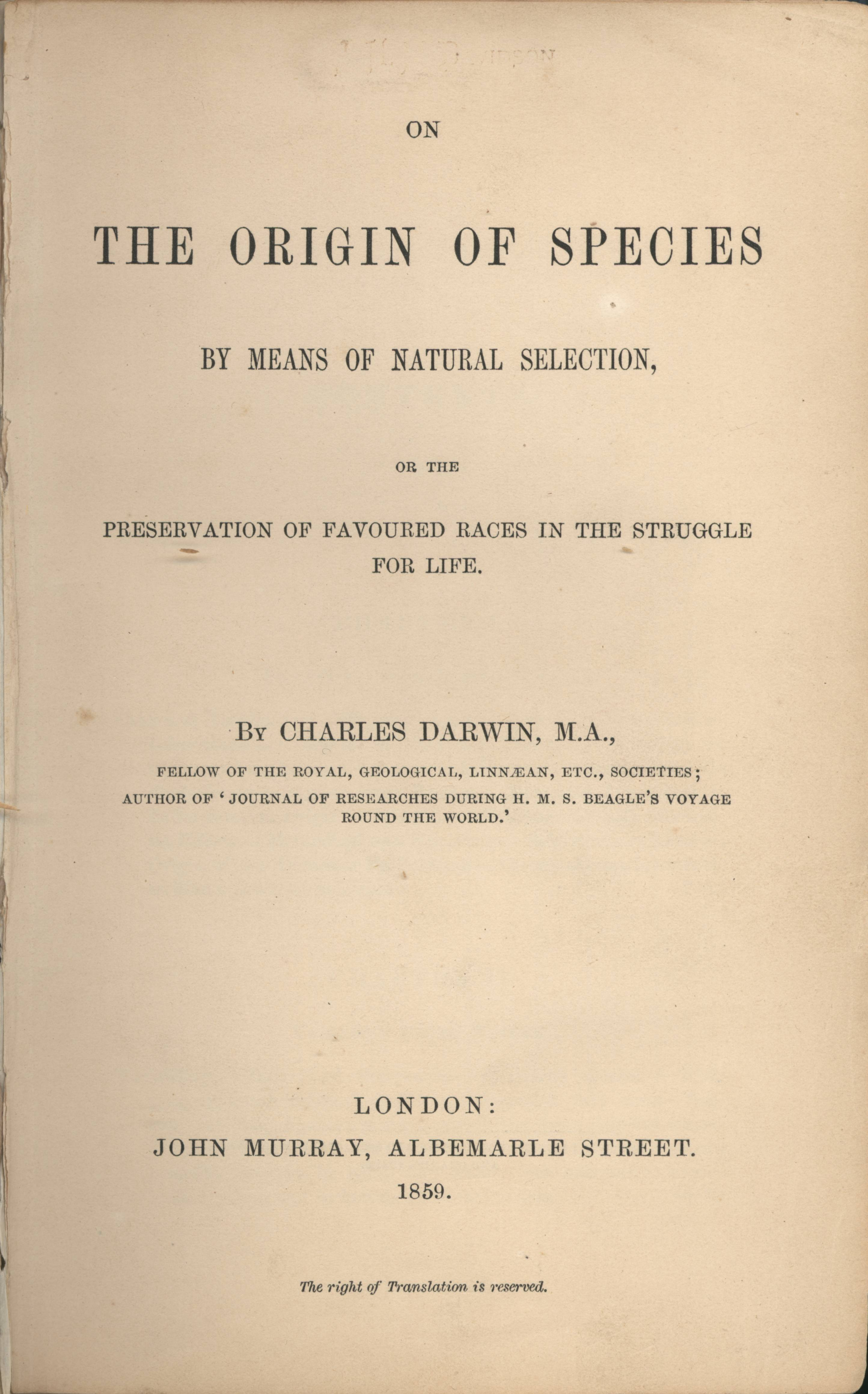
Portada de El origen de las especies donde se detalla por primera vez la teoría de la evolución, una teoría científica ampliamente aceptada en la actualidad.

Planteamiento de un sistema hipotético-deductivo que constituye una explicación o descripción científica a un conjunto relacionado de observaciones o experimentos. Así, una teoría científica está basada en hipótesis o supuestos verificados por grupos de científicos (en ocasiones un supuesto, no resulta directamente verificable pero sí la mayoría de sus consecuencias). Abarca en general varias leyes científicas verificadas y en ocasiones deducibles de la propia teoría. Estas leyes pasan a formar parte de los supuestos e hipótesis básicas de la teoría que englobará los conocimientos aceptados por la comunidad científica del campo de investigación y está aceptada por la mayoría de especialistas.
En ciencia, se llama teoría también a un modelo para el entendimiento de un conjunto de hechos empíricos. En física, el término teoría generalmente significa una infraestructura matemática derivada de un pequeño conjunto de principios básicos capaz de producir predicciones experimentales para una categoría dada de sistemas físicos. Un ejemplo sería la "teoría electromagnética", que es habitualmente tomada como sinónimo del electromagnetismo clásico, cuyos resultados específicos pueden derivarse de las ecuaciones de Maxwell.
Para que un cuerpo teórico dado pase a ser considerado como parte del conocimiento establecido, habitualmente se necesita que la teoría produzca un experimento crítico, esto es, un resultado experimental que no pueda ser predicho por ninguna otra teoría ya establecida.
De acuerdo con Stephen Hawking en (Una breve historia del tiempo), "una teoría es buena si satisface dos requerimientos: debe describir con precisión una extensa clase de observaciones sobre la base de un modelo que contenga solo unos cuantos elementos arbitrarios, y debe realizar predicciones concretas acerca de los resultados de futuras observaciones". Procede luego a afirmar: "Cualquier teoría física es siempre provisional, en el sentido que es solo una hipótesis; nunca puede ser probada. No importa cuántas veces los resultados de los experimentos concuerden con alguna teoría, nunca se puede estar seguro de que la próxima vez el resultado no la contradirá. Por otro lado, se puede refutar una teoría con encontrar solo una observación que esté en desacuerdo con las predicciones de la misma."
Para Mario Bunge (1969), la construcción de una teoría científica es siempre la edificación de un sistema más o menos afinado y consistente de proposiciones que unifica, analiza y profundiza ideas.

### Ciencias sociales
Las teorías existen no solo en las ciencias naturales y las ciencias exactas, sino en todos los campos del estudio académico, desde la filosofía hasta la literatura o la ciencia social. Ejemplo en Sociología: La Gran Teoría, con la Teoría de los sistemas de acción de T. Parsons, en Antropología cultural con la Cultura de B. Zapata.
Teorías de rango medio de M. Weber con 'La ética protestante y el espíritu del capitalismo' con un aspecto de la sociedad. Teoría de Micro nivel, El pluralismo religioso actual en los Estados Unidos acotando más el campo y la época.

### Características de las teorías científicas
Frecuentemente la frase "Bueno, es solo una teoría", es utilizada para descalificar teorías controvertidas como la teoría de la evolución, pero esto se debe largamente a una confusión entre las palabras teoría y conjetura. 
Una conjetura es, en el mejor de los casos, una suposición no verificada consistente con datos seleccionados y, frecuentemente, una creencia basada en experimentos no repetibles, anécdotas, opinión popular o "sabiduría de los antiguos".  
Teoría, en ciencia, se le llama a un conjunto de descripciones de conocimiento que tiene una base empírica firme, esto es, cuando: 
1. Es consistente con la teoría preexistente en la medida en que esta haya sido verificada experimentalmente, aunque frecuentemente mostrará que la teoría preexistente es falsa en un sentido estricto.
2. Es sostenida por muchas líneas de evidencia en vez de una sola fundación, asegurando de esta manera que probablemente, si no totalmente correcta, por lo menos es una buena aproximación.
3. Ha sobrevivido, en el mundo real, a muchas pruebas críticas que la podrían haber falsado.
4. Hace predicciones que pueden algún día ser utilizadas para falsearla.
5. Es la mejor explicación conocida, en el sentido de la Navaja de Occam, de entre la infinita variedad de explicaciones alternativas para los mismos datos.

Esto es verdad de tales teorías establecidas como la teoría de la combustión, teoría de evolución, relatividad especial y general, mecánica cuántica (con una mínima interpretación), tectónica de placas, etc.
Por otra parte, el uso del término "teoría" en ocasiones es confuso como sucede con la teoría de las cuerdas y las "teoría del todo", las cuales son probablemente mejor caracterizadas por el momento como un paquete de hipótesis rivales pero no constituyen una teoría propiamente tal.
Finalmente, existen conjeturas que son llamadas "teorías" aunque no respondan al método científico. Un buen ejemplo de una "teoría" no científica es el Diseño Inteligente. Asimismo, otros conjuntos de afirmaciones como la homeopatía tampoco son teorías científicas pseudociencia

### Desarrollo de las teorías científicas
En el habla popular, una teoría es vista frecuentemente como poco más que una suposición o hipótesis. Por otro lado, en ciencia y en el uso académico general, una teoría es mucho más que eso: ella es un paradigma científico establecido que explica gran parte o la totalidad de los datos con que se cuenta y ofrece predicciones válidas verificables. En ciencia, una teoría nunca puede ser probada como verdadera porque nunca podemos asumir que sabemos todo lo que hay que saber al respecto. En vez de eso, las teorías permanecen en pie mientras no sean refutadas por nuevos datos, punto en el cual son modificadas o sustituidas.
Las teorías comienzan con observaciones empíricas como 'algunas veces el agua se torna en hielo'. En algún punto, surge la curiosidad o necesidad de descubrir el porqué de ello, lo cual lleva la fase teorética/científica. En las teorías científicas, esto lleva entonces a investigación, en combinación con hipótesis auxiliares y otras más (ver método científico), lo cual puede entonces llevar finalmente a una teoría. Algunas teorías científicas (como la teoría de la gravedad) son tan ampliamente aceptadas que frecuentemente se les toma por leyes. Esto, sin embargo, se basa en una incorrecta presunción acerca de lo que son las teorías y las leyes: estas ambas no son peldaños en una escalera de verdad, sino diferentes conjuntos de datos. Una ley física es una proposición general basada en observaciones.
Algunas teorías que han sido demostradas falsas son el Lamarckismo y la teoría del universo geocéntrico. Suficiente evidencia ha sido acumulada para declarar estas teorías como falsas, ya que no existe evidencia que las sostenga y mejores explicaciones han tomado su lugar.

### Tipos de teoría
Hay dos categorías de ideas que pueden desembocar en teorías: si una suposición no es respaldada por observaciones se conoce como una conjetura, en cambio, si es así respaldada, es una hipótesis. Una hipótesis puede resultar ser falsa. Cuando esto ocurre, la hipótesis debe ser modificada para adaptarse a la observación, o ser descartada. 
Una teoría es diferente de un teorema. La primera es un modelo de eventos físicos y no puede ser probado a partir de axiomas básicos. El segundo es una proposición de un hecho matemático que sigue lógicamente a un conjunto de axiomas. Una teoría es también diferente de una ley física modelo de la realidad mientras que la segunda es una proposición acerca de lo que ha sido observado. 
Las teorías pueden llegar a ser aceptadas si son capaces de realizar predicciones correctas (confirmadas por la observación). Las teorías simples y elegantes matemáticamente tienden a ser aceptadas preferentemente sobre aquellas que son más complejas. El proceso de aceptar teorías, o de extender teorías existentes, es parte del método científico.

### Objeto de estudio

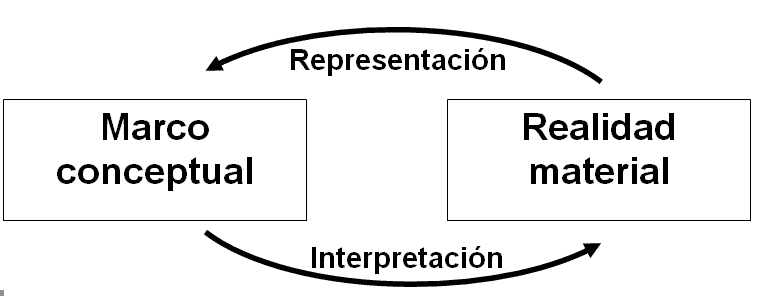
Interpretación e representación como operaciones cognitivas duales. Representar formar un concepto o contenido mental a partir de una realidad, mientras que interpretar es asignar a un concepto o idea una realidad material relacionada con él.

El método utilizado por la ciencia para obtener conocimiento, implica experimentación y/o observación además razonamiento. Para algunos epistemólogos, el conocimiento como traducción o reconstrucción de la realidad implica la representación/interpretación de los hechos observables, y previene sobre el riesgo de error e ilusión que ello acarrea.
El objeto de estudio o realidad material estudiada es el conjunto de hechos observables que están representados en una teoría, aunque se podrían incluir los hechos observables que podrían ser representables en una teoría que generalice a la primera.
Aclaración del significado "objeto de estudio".
Si consideramos la primera acepción de la palabra "objeto" del Diccionario de la Real Academia Española, podríamos decir que el "objeto de estudio"  es todo lo que puede ser materia de conocimiento. Al utilizar la palabra "puede" le asigna una connotación virtual o potencial al objeto, lo que supone que si bien puede ser materia de conocimiento, aún no lo es. Por ello el concepto "objeto de estudio" puede utilizarse como sustantivo en los proyectos y protocolos de investigación, como aquello que se propone conocer. Una vez que la investigación esté en proceso, el "objeto de estudio" se convierte en "sujeto de estudio", es decir al sustantivo se le agrega un adjetivo. Por ejemplo: una determinada especie de planta puede ser "objeto de estudio" dentro de en un proyecto de investigación, pero se convierte en "sujeto de estudio" cuando ya está expuesta o sometida al proceso de investigación. Solo se trata de utilizar adecuadamente los significados de las palabras "objeto" o "sujeto" conforme al Diccionario de la Real Academia Española.

### Ejemplos de teorías por disciplinas científicas
- Biología: Teoría de la evolución
- Química: Teoría atómica
- Comunicación: Teoría crítica - Teoría hipodérmica - Teoría funcionalista
- Física: Teoría del Big Bang - Teoría de la relatividad - Teoría cuántica de campos
- Geografía: Teoría de los lugares centrales
- Geología: Deriva continental - Tectónica de placas
- Matemáticas: Teoría del Caos

## Teoría en matemáticas
En matemáticas, una teoría es un conjunto de proposiciones cerradas bajo implicación y deducción lógica, es decir; si «P» y «P implica Q» son proposiciones de una teoría entonces también Q debe ser una proposición de esa teoría, ya que es deducible de las anteriores. 
En lógica matemática, "teoría" es el término usado para un conjunto de fórmulas de ciertos axiomas y todos los teoremas comprobables a partir de estos. Más exactamente si se considera un objeto matemático o una clase de objetos matemáticos {\displaystyle \scriptstyle {\mathcal {C}}}, una teoría de {\displaystyle \scriptstyle {\mathcal {C}}} denotada como {\displaystyle \scriptstyle T({\mathcal {C}})} es un conjunto de fórmulas de primer orden (proposiciones del lenguaje de la teoría) sobre {\displaystyle \scriptstyle {\mathcal {C}}} que son verdaderas. Un conjunto de axiomas para una teoría es un subconjunto de enunciados tal que a partir de ellos y de ciertas reglas lógicas de deducción puede demostrarse cualquier encunciado dentro de la teoría. Obviamente el propio conjunto {\displaystyle \scriptstyle T({\mathcal {C}})} constituye una axiomatización trivial y poco interesante de {\displaystyle \scriptstyle T({\mathcal {C}})}. Una axiomatización interesante debe identificar algunas pocas proposiciones o axiomas básicos que pueden permitan deducir la teoría completa:
- Una teoría T se dice que es recursivamente axiomatizable si existe otra teoría T' recursiva tal que los teoremas de T' sean los mismos que los de T.
- Una teoría T se dice finitamente axiomatizable si existe una teoría T' con una cantidad finita de axiomas tal que los teoremas de T' y los de T sean los mismos.

El teorema de incompletitud de Gödel establece que ninguna teoría consistente, con un número finito de axiomas recursivamente enumerable (en un lenguaje por lo menos tan potente como la aritmética), puede incluir todos las proposiciones verdaderas. Sin embargo, la aritmética es una teoría completable añadiendo un conjunto de axiomas infinito y no recursivo. En otras palabras el teorema de Gödel solo establece que si {\displaystyle \scriptstyle T({\mathcal {A}})} es un tipo de teoría aritmética:

{\displaystyle (T({\mathcal {A}})\ {\mbox{recursiva}}\land T({\mathcal {A}})\ {\mbox{consistente}})\Rightarrow T({\mathcal {A}})\ {\mbox{incompleta}}}

O equivalentemente:

{\displaystyle (T({\mathcal {A}})\ {\mbox{completa}}\land T({\mathcal {A}})\ {\mbox{consistente}})\Rightarrow \neg (T({\mathcal {A}})\ {\mbox{recursiva}})}

## Modelos teóricos
Los seres humanos construyen teorías para así explicar, predecir y dominar diferentes fenómenos (cosas inanimadas, eventos, o el comportamiento de los animales). En muchas circunstancias, la teoría es vista como un modelo de la realidad. Una teoría hace generalizaciones acerca de observaciones y consiste en un conjunto coherente e interrelacionado de ideas.
Una teoría tiene que ser de alguna manera verificable; por ejemplo, uno puede teorizar que una manzana caerá cuando se le suelta, y entonces soltar una manzana para ver qué pasa. Muchos científicos argumentan que las creencias religiosas no son verificables y, por lo tanto, no son teorías sino materia de fe.